# (17627) Humptydumpty
(17627) Humptydumpty (1996 BM3) – planetoida z pasa głównego asteroid okrążająca Słońce w ciągu 5,72 lat w średniej odległości 3,2 j.a. Odkryta 27 stycznia 1996 roku.